# Суспірія (фільм, 2018)
«Суспірія» (англ. Suspiria) — італо-американський містичний фентезійний трилер 2018 року, знятий режисером Лукою Гуаданьїно. Нова інтерпретація однойменної культової стрічки Даріо Ардженто 1977 року. Фільм брав участь в конкурсній програмі 75-го Венеційського міжнародного кінофестивалю, де 1 вересня 2018 року відбулася його світова прем'єра. В український прокат фільм вийшов 22 листопада 2018 року.

## Сюжет
Американська балерина на ім'я Сюзі приїжджає до Берліна для навчання там танцювальній майстерності у відомій балетній школі. Після зникнень кількох учнів Сюзі заручається підтримкою психолога та подруги Сари, аби відкрити таємниці школи, яка насправді ніщо інше, ніж відьомське кодло. 

## У ролях
| • Дакота Джонсон   | … | Сюзі Бенніон            |
| • Тільда Свінтон   | … | мадам Бланш             |
| • Міа Гот          | … | Сара                    |
| • Лутц Еберсдорф   | … | доктор Джозеф Клемперер |
| • Хлоя Грейс Морец | … | Патриція                |
| • Ангела Вінклер   | … | місс Таннер             |
| • Інгрід Кавен     | … | місс Вендегаст          |
| • Олена Фокіна     | … | Ольга                   |
| • Сільвія Тестю    | … | місс Гріффіт            |
| • Рене Саутендейк  | … | місс Гуллер             |
| • Малгозія Бела    | … | мати                    |
| • Джессіка Гарпер  | … | Анке                    |
| • Тобі Ашраф       | … | студент                 |

## Знімальна група
- Автори сценарію — Дейв Кайганич, Даріо Ардженто, Дарія Ніколоді
- Режисер-постановник — Лука Гуаданьїно
- Продюсери — Лука Гуаданьїно, Дейв Кайганич, Франческо Мельці д'Еріл, Марко Морабіто, Габрієль Моратті, Вільям Шерак, Сільвія Вентуріні Фенді
- Виконавчі продюсери — Карло Антонеллі, Лорен Бек, Бредлі Дж. Фішер, Джош Годфрі, Стелла Савіно, Кімберлі Стюард, Джеймс Вандербілт, Массіміліано Віоланте
- Лінійні продюсери — Міхаель Френшковскі, Наталі Галазка, Стефано Спадоні
- Оператор — Сейомбху Мукдіпром
- Композитор — Том Йорк
- Монтаж — Волтер Фазано
- Художник-постановник — Інбал Вейнберг
- Художник з костюмів — Джулія П'єрсанті
- Художники-декоратори — Крістін Буссе, Мерісса Ломбардо
- Артдиректори — Мерлін Ортнер, Моніка Саллустіо
- Підбір акторів — Стелла Савіно

## Виробництво

### Задум проєкту
Про проєкт стало відомо в 2010 році. У вересні 2015 року, на 72-му Венеційнському кінофестивалі, режисер Лука Гуаданьїно оголосив, що планує зрежисувати «римейк» фільму «Суспірія» Даріо Ардженто з чотирма головними виконавцями ролей з його стрічки «Великий сплеск» (2015), прем'єра якого відбулася на фестивалі. До цього проєкт кілька разів змінював постановника. Гуаданьїно повідомив, що в його версії дія розгортатиметься у Берліні 1977 року (рік, в якому вийшла оригінальна стрічка). Пізніше режисер відкрито заявив, що це буде не римейк, а «вдячність» за «сильні емоції», які він зазнав під час перегляду оригінального фільму.

### Кастинг
23 листопада 2015 року, Гуаданьїно підтвердив що Тільда Свінтон і Дакота Джонсон виконають головні ролі у фільмі, а також те, що початок знімання запланований на серпень 2016 року.
Тільда Свінтон про проєкт: 
|  | Ми не надто зацікавлені в римейках, тому, я би сказала, це буде кавер. У нас уже був такий досвід - ми зняли стрічку „Великий сплеск“, яку глядачі помилково сприйняли як римейк „Басейну.“ Деякий час потому вони зрозуміли, що це принципово інша стрічка. Що стосується „Суспірії“, то можу пообіцяти наступне: це буде фільм, натхненний оригіналом Даріо Ардженто, зізнається в любові до нього, але аж ніяк не римейк. |

У жовтні 2016 року було оголошено, що Хлоя Грейс Морец та Міа Гот зіграють ролі другого плану, а також Сільвія Тестю, Ангела Вінклер, Малгозія Бела, Лутц Еберсдорф і Фабриція Саккі. Також, до акторського складу приєдналася Джессіка Гарпер, яка зіграла головну роль в оригінальній стрічці.
У березні 2017 року з'явилися світлини зі знімального майданчика, і в інтернеті розійшлася чутка про те, що на фото Свінтон у важкому гримі. У лютому 2018 року Гуаданьїно повідомив, що на світлинах не Свінтон, а німецький актор Лутц Еберсдорф, для якого роль в «Суспірії» стала дебютною. Лутц в реальному житті психоаналітик, і у фільмі також грає психоаналітика на ім'я Джозеф Клеперер. Видання IndieWire засумнівалося в словах Гуаданьїно через відсутність згадок про Еберсдорфа в інтернеті. Кастинг-директор і виконавчий продюсер Стела Савіно відповіла IndieWire, що «персонажа Доктора Клемперера зіграв професор Лутц Еберсдорф, психоаналітик, а не професійний актор», тому що Гуаданьїно «відчайдушно хотів (на роль) справжнього психоаналітика».

### Знімання
Знімання фільму розпочали в Італії в жовтні 2016 року. Акторки Свінтон, Морец і Гот були помічені на зніманні у Варезі. Основна локація у Варезе — Grand Hotel Campo dei Fiori, який у фільмі представлений як балетна школа. Інша підтверджена локація, також розташована у Варезі, — Палаццо Естенсе і його знамениті сади. Як і перша стрічка, нова «Суспірія» знімалася на 35-мм плівку, проте кольорова гамма версії Гуаданьїно відрізняється від оригінальної стрічки. Режисер описав візуальну стилістику фільму як «зимова, зловісна і по-справжньому похмура». Знімання завершили у Берліні 10 березня 2017 року.

### Саундтрек
Докладніше: Suspiria (саундтрек, 2018)
Британський музикант, лідер рок-групи Radiohead, Том Йорк виступив композитором фільму.

## Реліз
Світова прем'єра фільму відбулася 1 вересня 2018 року на 75-му Венеційському кінофестивалі. Вихід у США запланований на 2 листопада 2018 року. Одна сцена з фільму була показана на СінемаКоне 2018; кадри були настільки вражаючими, що за повідомленнями в пресі вони «травмували» деяких з присутніх. У цьому фрагменті персонаж Дакоти Джонсон виконує танець для свого вимогливого викладача, якого грає Тільда Свінтон. Епізоди чергуються зі сценами, в яких танцює інша дівчина (російський хореограф, танцівниця і актриса Олена Фокіна) в цій же студії, але в інший час. Тіло персонажа Фокіної деформується з кожним рухом, що здійснюється Дакотою Джонсон.
Перший тизер-трейлер фільму вийшов 4 червня 2018 року. Видання IndieWire писало, що «перший трейлер нової інтерпретації картини Даріо Ардженто позбавить вас дару мови… це приголомшливо». Esquire відмічали, що трейлер «бентежить». Редактор видання io9 Чарльз Пулліам-Мур висловив думку, що трейлер «неймовірно бадьорить», оскільки дозволяє глядачеві "насолодитися хвилюючою, страхітливою таємничістю нової «Суспірії». Адам Читвуд із Collider також вихваляв художню постановку, відмічаючи, що в цьому випадку акцент стоїть на «передачі моторошнуватої атмосфери, яку чарівно відтворює Гуаданьїно, і насправді виникає відчуття, що режисер повернувся в 1970-і і зняв фільм в ту епоху».

## Сприйняття і критика
- Видання «Голлівудський репортер» за підсумками 2018 року включило «Суспірію» у свій антирейтинг найгірших фільмів (10 місце).[34]

## Нагороди та номінації
| Список нагород та номінацій                 | Список нагород та номінацій | Список нагород та номінацій                         | Список нагород та номінацій | Список нагород та номінацій | Список нагород та номінацій |
| Кінофестиваль/Кінопремія                    | Рік                         | Категорія                                           | Номінант(и)                 | Результат                   | Дж                          |
| ------------------------------------------- | --------------------------- | --------------------------------------------------- | --------------------------- | --------------------------- | --------------------------- |
| 75-й Венеційський міжнародний кінофестиваль | 2018                        | Золотий лев                                         | Суспірія                    | Номінація                   | [ 3 ]                       |
| 75-й Венеційський міжнародний кінофестиваль | 2018                        | Квір-лев                                            | Суспірія                    | Номінація                   |                             |
| 75-й Венеційський міжнародний кінофестиваль | 2018                        | Премія «Золотий фільм» — Найкращі спеціальні ефекти | Франко Рагуза               | Перемога                    |                             |